# Relaciones Costa Rica-Panamá
Las relaciones Costa Rica-Panamá se refieren a las relaciones bilaterales entre la República de Costa Rica y la República de Panamá. Ambas naciones disfrutan de relaciones diplomáticas desde la separación de Panamá de Colombia en 1903, y además poseen relaciones cordiales y amistosas y una frontera abierta, es decir, donde los ciudadanos de ambos países pueden circular de un lado a otro sin requisitos excesivos, usualmente bastando el pasaporte. El turismo entre ambos países en la zona fronteriza también es muy común. 
Las relaciones entre Costa Rica y Panamá difieren de las relaciones entre estos países y el resto de Centroamérica, en donde por diversos roces diplomáticos y fallidos movimientos de integración regional, las relaciones no han progresado de la mejor manera. Ante las discordias diplomáticas entre Costa Rica y Nicaragua, usualmente Panamá ha respaldado a Costa Rica, mientras que el resto de naciones centroamericanas y u órganos como la Corte Centroamericana de Justicia mostraron inclinarse por Nicaragua. De esta forma, y teniendo en cuenta las deterioradas relaciones diplomáticas con el resto de Centroamérica, Costa Rica y Panamá han logrado avanzar diplomáticamente con otros organismos externos a América Central, como la Alianza del Pacífico, o con países como Colombia. 

## Historia
Durante el siglo XIX, Bocas del Toro se encontraba disputada entre Costa Rica y Colombia. En la Real Cédula de 1803, se delimitó que se traspasaba la jurisdicción de la Costa de Mosquitos hasta Veraguas y el virreinato de Nueva España al Virreinato de Nueva Granada. Con la independencia de Panamá  y el surgimiento de la República Federal de Centro América, la disputa por Bocas del Toro se evidenció aún más. 

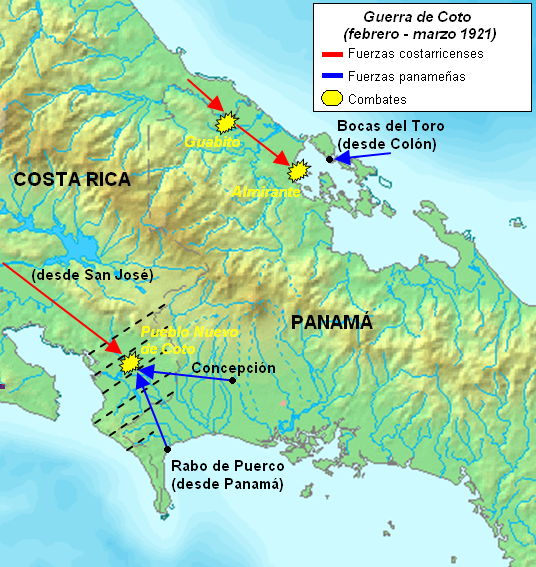
Guerra de Coto (febrero - marzo 1921)

Desde la separación de Panamá de Colombia en 1903, Costa Rica y Panamá solo han roto relaciones durante la breve Guerra de Coto en 1921 que tuvo resultados ambivalentes para los dos bandos. Durante el conflicto, las fuerzas costarricenses lograron recuperar brevemente Bocas del Toro, y de la misma forma, con la ayuda de los ferrocarriles de la United Fruit Company, los costarricenses lograron ocupar las zonas de Guabito, Almirante y Changuinola. Pese a que Panamá ganó la guerra en el aspecto bélico, el conflicto finalizó con un armisticio entre ambas naciones, a los Estados Unidos exigir el cese del conflicto de una manera inesperada. Panamá debió ceder el territorio de Coto y el margen oeste de la cuenca del río Sixaola a Costa Rica, mientras que Costa Rica acordó devolver la provincia de Bocas del Toro a Panamá. 
La definición de la frontera entre ambas naciones fue un proceso complejo. En 1910 acuerdan por medio de la Convención Anderson-Porras como válida la línea homónima. Complementariamente a este convenio se dicta el Laudo White en 1914, que definía en gran medida la frontera en su parte norte.
En 1928, pasada la guerra, se suscribe el Protocolo Castro-Guizado, que fue impopular en ambas naciones.  En 1938 se suscribe el Tratado Zúñiga-de la Espriella que en su mayor parte definía una frontera similar a la actual, pero dejaba en duda el trazado sobre la vertiente Caribe, en particular la región cercana al Río Sixaola.
La frontera actual se logra deinifir mediante el Tratado Echandi-Fernández de 1941 suscrito por el canciller costarricense Alberto Echandi Montero y su par panameño Ezequiel Fernández Jaén,  desde entonces ambas naciones han gozado de buenas relaciones.

## Actualidad
Entre mediados de 2015 y principios de 2017, ambas naciones iniciaron negociaciones para la instalación de una Unión Aduanera Centroamericana en el Sistema de Integración Centroamericana, el cual facilitaría las rutas comerciales de la región, reducción de aranceles y compromisos regionales enlazados al acuerdo de asociación centroamericana con la Unión Europea.
En octubre de 2016 el presidente de Costa Rica, Luis Guillermo Solís, visita Panamá con el motivo de la firma de un Acuerdo para la Implementación de un mecanismo de intercambio de alertas migratorias e información de seguridad entre ambas naciones, tras la crisis migratoria en la región.
Hoy en día ambas naciones se encuentran afinando detalles para iniciar con la construcción de un puente binacional sobre el río Sixaola, por parte de las autoridades de obra pública de ambos países. Por otra parte, tras Panamá establecer relaciones diplomáticas con China, se han iniciado estudios para la construcción de una línea ferroviaria que conecte a la Ciudad de Panamá con la frontera con Costa Rica.
Ambos países se encuentran además en proceso de eliminar incluso el requisito de pasaporte para cruzar sus fronteras y que se utilice solamente la cédula de identidad.

## Misiones diplomáticas

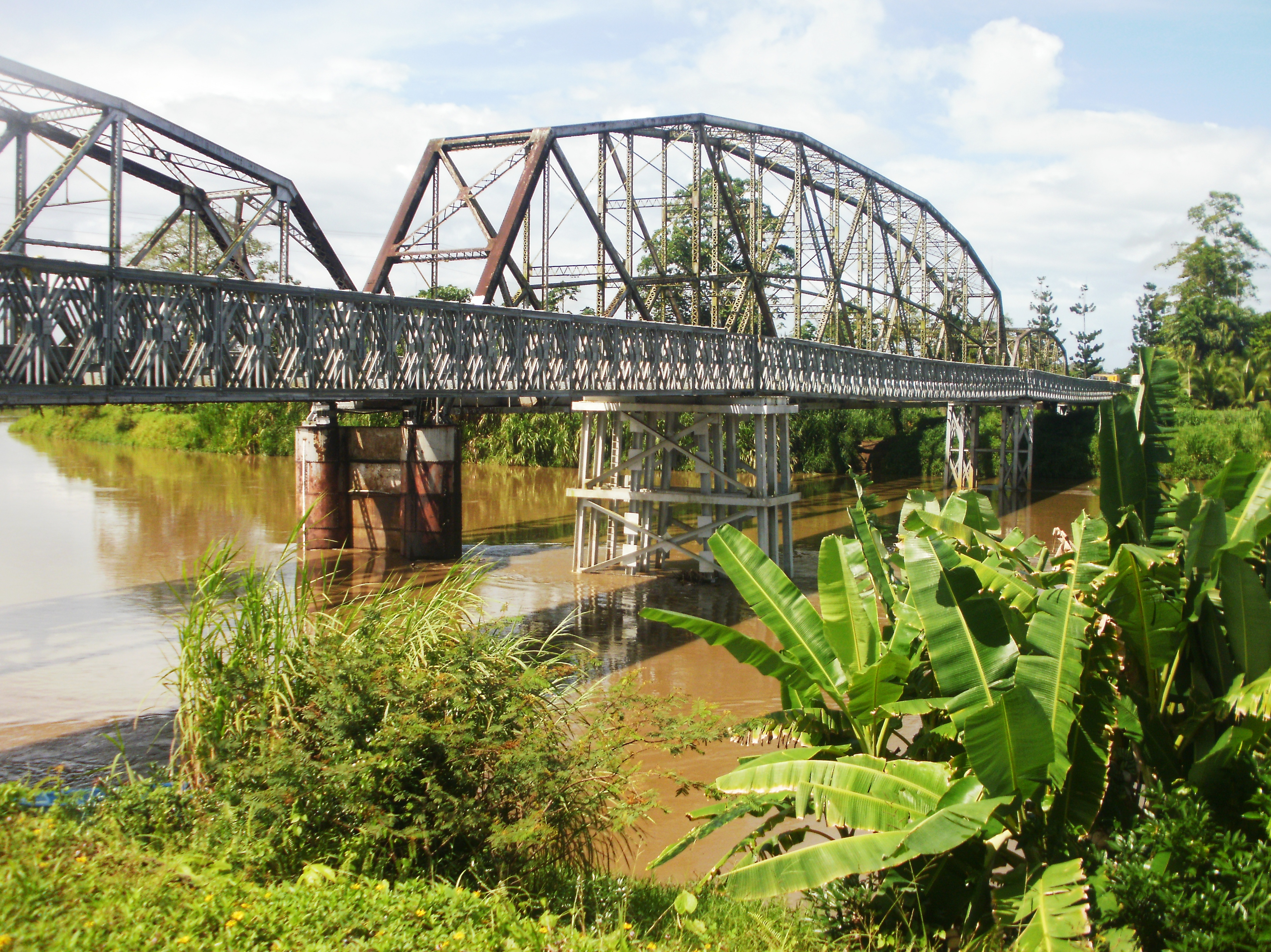
Puente sobre el río Sixaola, punto principal de acceso entre ambas naciones

Actualmente, Costa Rica posee una embajada en la Ciudad de Panamá, y además un Consulado general en la ciudad de David. Por otra parte, Panamá únicamente cuenta con una embajada en la capital costarricense San José.

## Demografía y Migración

### Historia demográfica de Panamá
| Evolución demográfica e histórica de la población panameña desde el primer censo oficial realizado en 1911. | Evolución demográfica e histórica de la población panameña desde el primer censo oficial realizado en 1911. | Evolución demográfica e histórica de la población panameña desde el primer censo oficial realizado en 1911. | Evolución demográfica e histórica de la población panameña desde el primer censo oficial realizado en 1911. |
| N. | Año | Habitantes Panamá                                                                                           | Censos de Población y Vivienda                                                                              |
| --- | --- | --- | --- |
| SIGLO XX | | | |
| 1° | 1911 | 336 742 | Censo panameño de 1911                                                                                      |
| 2° | 1920 | 446 098 | Censo panameño de 1920                                                                                      |
| 3° | 1930 | 467 459 | Censo panameño de 1930                                                                                      |
| 4° | 1940 | 622 576 | Censo panameño de 1940                                                                                      |
| 5° | 1950 | 805 285 | Censo panameño de 1950                                                                                      |
| 6° | 1960 | 1 075 541                                                                                                   | Censo panameño de 1960                                                                                      |
| 7° | 1970 | 1 428 082                                                                                                   | Censo panameño de 1970                                                                                      |
| 8° | 1980 | 1 805 287                                                                                                   | Censo panameño de 1980                                                                                      |
| 9° | 1990 | 2 329 | Censo panameño de 1990                                                                                      |
| SIGLO XXI                                                                                                   | | | |
| 10° | 2000 | 2 839 177                                                                                                   | Censo panameño de 2000                                                                                      |
| 11° | 2010 | 3 405 813                                                                                                   | Censo panameño de 2010                                                                                      |
| 12° | 2023 | 4 064 780                                                                                                   | Censo panameño de 2023                                                                                      |

Mapa de Panamá en Centroamérica

HISTORIA DEMOGRÁFICA DE PANAMÁ 
 (Según los históricos censos panameños 
de población desde 1911 hasta 2023)
Fuente: Instituto Nacional de Estadística y Censo de Panamá (INEC)

### Historia demográfica de Costa Rica
| Evolución demográfica e histórica de la población costarricense desde el primer censo oficial realizado en 1864. | Evolución demográfica e histórica de la población costarricense desde el primer censo oficial realizado en 1864. | Evolución demográfica e histórica de la población costarricense desde el primer censo oficial realizado en 1864. | Evolución demográfica e histórica de la población costarricense desde el primer censo oficial realizado en 1864. |
| N.º | Año | Habitantes Costa Rica                                                                                            | Censos de Población y Vivienda                                                                                   |
| --- | --- | --- | --- |
| SIGLO XIX | | | |
| 1° | 1864 | 120 499 | Censo costarricense de 1864                                                                                      |
| 2° | 1883 | 182 073 | Censo costarricense de 1883                                                                                      |
| 3° | 1892 | 243 205 | Censo costarricense de 1892                                                                                      |
| SIGLO XX | | | |
| 4° | 1927 | 471 524 | Censo costarricense de 1927                                                                                      |
| 5° | 1950 | 800 875 | Censo costarricense de 1950                                                                                      |
| 6° | 1963 | 1 336 274 | Censo costarricense de 1963                                                                                      |
| 7° | 1973 | 1 871 780 | Censo costarricense de 1973                                                                                      |
| 8° | 1984 | 2 416 809 | Censo costarricense de 1984                                                                                      |
| SIGLO XXI | | | |
| 9° | 2000 | 3 810 179 | Censo costarricense de 2000                                                                                      |
| 10° | 2011 | 4 301 712 | Censo costarricense de 2011                                                                                      |
| 11° | 2022 | 5 044 197 | Censo costarricense de 2022                                                                                      |

Mapa de Costa Rica en Centroamérica.

HISTORIA DEMOGRÁFICA DE COSTA RICA 
 (Según los históricos censos costarricenses 
de población desde 1864 hasta 2022)
Fuente: Instituto Nacional de Estadística y Censos de Costa Rica (INEC)

### Poblaciones históricas de Costa Rica y Panamá
| Provincias de Costa Rica y Provincias de Panamá por Población (Según censo costarricense de 2022 y censo panameño de 2023)                  | Provincias de Costa Rica y Provincias de Panamá por Población (Según censo costarricense de 2022 y censo panameño de 2023) | Provincias de Costa Rica y Provincias de Panamá por Población (Según censo costarricense de 2022 y censo panameño de 2023) | Provincias de Costa Rica y Provincias de Panamá por Población (Según censo costarricense de 2022 y censo panameño de 2023) |  |
| N.º | Provincia | Habitantes | Pertenece a |  |
| --- | --- | --- | --- |  |
| 1.º | San José | 1 601 167 | Costa Rica |  |
| 2.º | Panamá | 1 439 575 | Panamá |  |
| 3.º | Alajuela | 1 035 464 | Costa Rica |  |
| | | | |  |
| 4.º | Panamá Oeste | 653 665 | Panamá |  |
| 5.º | Cartago | 545 092 | Costa Rica |  |
| 6.º | Puntarenas | 500 166 | Costa Rica |  |
| | | | |  |
| 7.º | Heredia | 479 117 | Costa Rica |  |
| 8.º | Chiriquí | 471 071 | Panamá |  |
| 9.º | Limón | 470 383 | Costa Rica |  |
| 10.º | Guanacaste | 412 808 | Costa Rica |  |
| 11.º | Colón | 281 956 | Panamá |  |
| 12.º | Coclé | 268 264 | Panamá |  |
| 13.º | Veraguas | 259 791 | Panamá |  |
| 14.º | Ngäbe-Buglé | 212 084 | Panamá |  |
| 15.º | Bocas del Toro | 159 228 | Panamá |  |
| 16.º | Herrera | 122 071 | Panamá |  |
| | | | |  |
| 17.º | Los Santos | 98 466 | Panamá |  |
| 18.º | Darién | 54 235 | Panamá |  |
| 19.º | Guna Yala | 32 016 | Panamá |  |
| 20.º | Emberá-Wounaan | 12 358 | Panamá |  |
| | | | |  |
| TOTAL | Panamá | 4 064 780 | 44,6 % |  |
| TOTAL | Costa Rica | 5 044 197 | 55,4 % |  |
| TOTAL | Costa Rica y Panamá | 9 108 977 | 100 % |  |
| Fuente: Instituto Nacional de Estadística y Censos de Costa Rica (INEC) Fuente: Instituto Nacional de Estadística y Censo de Panamá (INEC). | | | |  |